# Buschmühle (Dortmund)

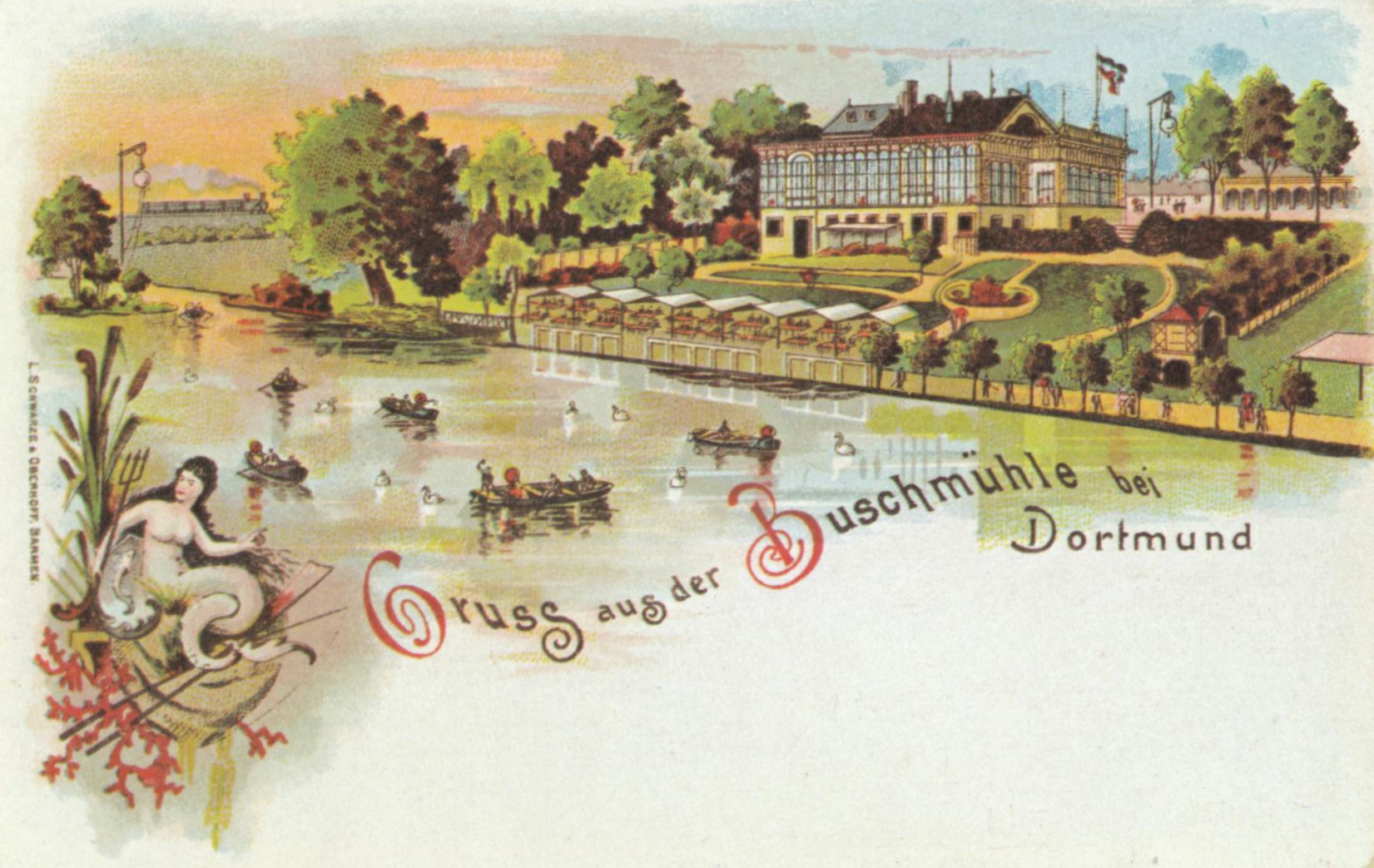
Buschmühle, Ansichtskarte von 1899

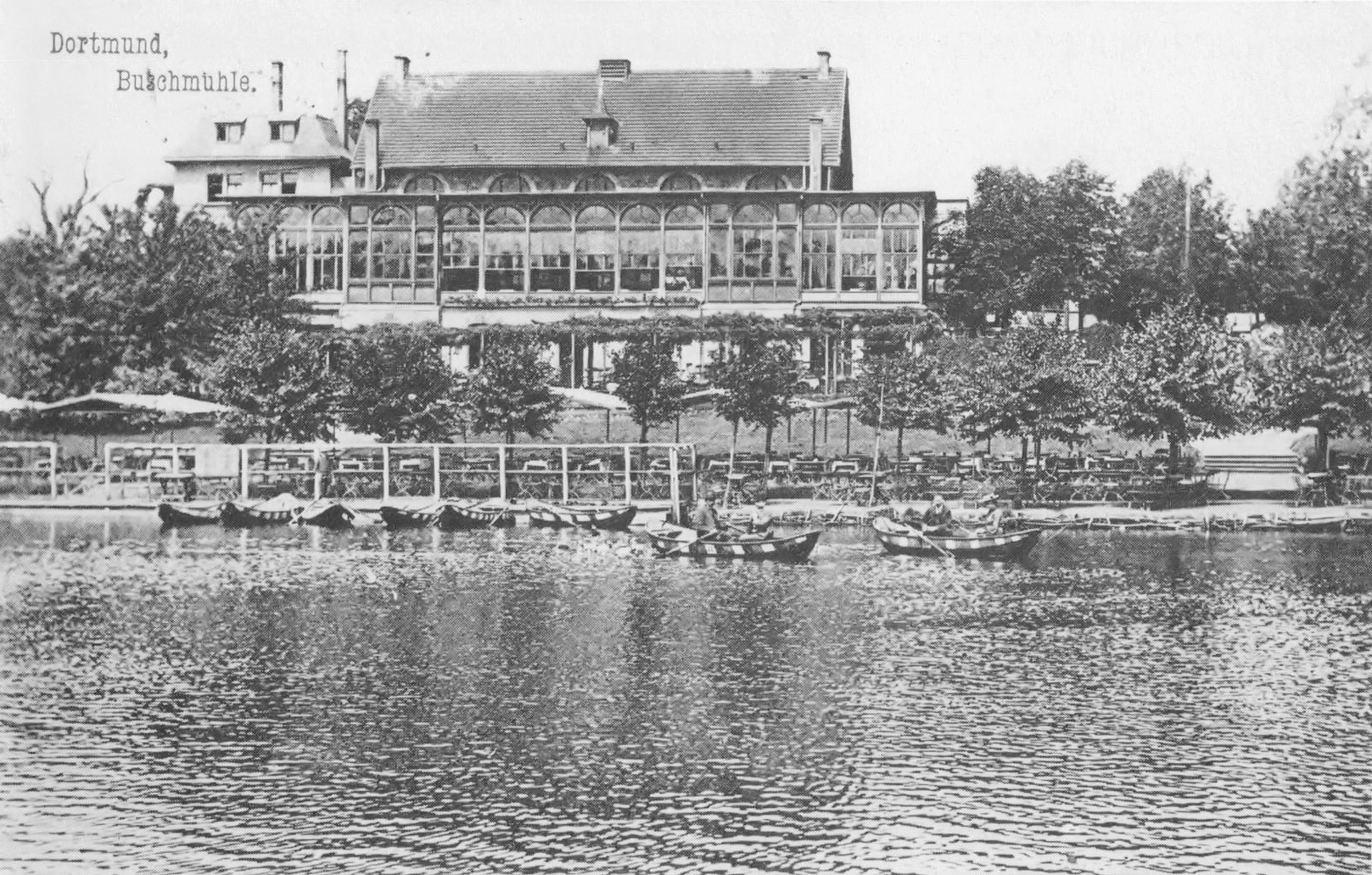
Buschmühle, Ansichtskarte von 1902

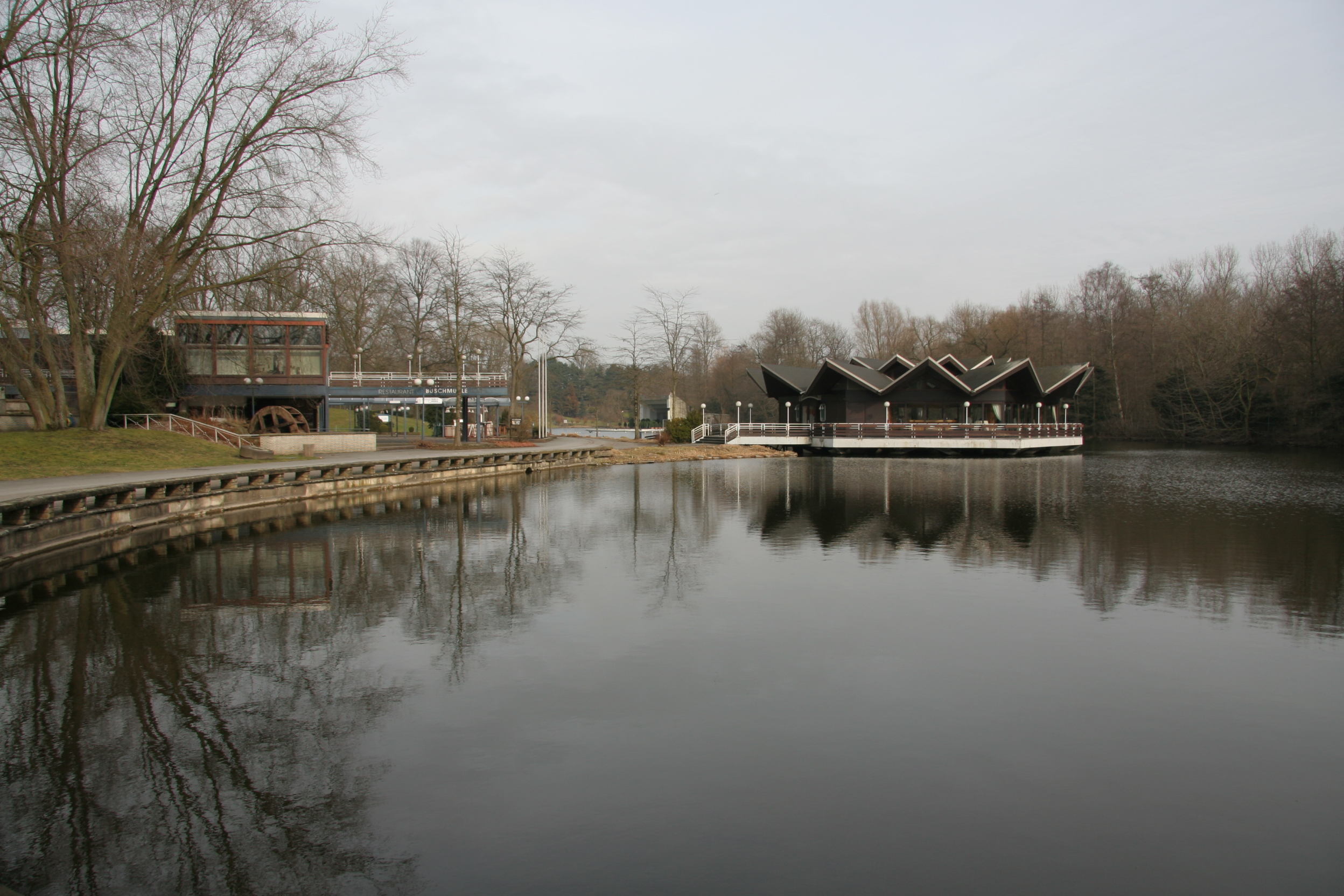
Buschmühle, Ende Februar 2009

Die Buschmühle war ein Gutshof mit Mühlenanlage an der Emscher und bis zum Zweiten Weltkrieg ein bekanntes Ausflugslokal im Süden der Stadt Dortmund. Den Namen trägt heute ein Restaurant im Westfalenpark, das sich an der Stelle der alten Buschmühle befindet.

## Geschichte
Die wahrscheinlich erste urkundliche Erwähnung fand die Buschmühle in einem Protokoll des städtischen Rates, der im Jahr 1378 dem Bürger Tidemann von Palstod den Emscherstau verpachtete mit der Erlaubnis, dort ein Mühlenhaus zu errichten. Später gelangte die Mühle in den Besitz der Grafen von Dortmund und wurde im Jahr 1446 durch märkische Truppen zerstört. Als im Jahr 1453 der letzte der Dortmunder Grafen aus dem Hause Lindenhorst starb, verpfändete dessen Witwe Marie von Lindenhorst die Mühle an Andreas Klepping, später fiel sie an den Rat der Stadt und wurde folglich als „Ratsmühle“ bezeichnet. 1661 wurde die Mühle „Hövelsche Mühle“ genannt, 1691 schließlich „Busch-Mühle“. Auch im 18. Jahrhundert wechselte der Gutshof mehrfach den Eigentümer, 1723 war es Beurhaus, 1727 Löbbecke, nach dem die Flur als „Löbeken Busch“ und die Mühle als „Löbeken Mühle“ bezeichnet wurde. Am Ende des 18. Jahrhunderts gelangte die Mühle schließlich in den Besitz der Familie Romberg.
Da oftmals Ausflügler den Mühlenhof besuchten und dort einen Imbiss zu sich nahmen, baute die Renteiverwaltung des Freiherrn zu Romberg nordöstlich des Gutshofs ein Restaurant mit einem Festsaal für über 300 Gäste, das im Jahr 1894 zur Eröffnung des nahegelegenen Kaiser-Wilhelm-Hains eröffnet wurde. Während der Gutshof weiterhin vom bisherigen Pächter Johann Wortberg bewirtschaftet wurde, verpachtete man das neue Restaurant an die Germania-Brauerei in Münster. In einer damaligen Anzeige wurde die Gaststätte als „Etablissement ersten Ranges“ beworben, man betonte die gute Erreichbarkeit mit der elektrischen Straßenbahn Dortmund–Hörde und die elektrische Beleuchtung. Letztere wurde jedoch (nach einer Probezeit) erst am 15. Juli 1895 bei der Stadt Dortmund angemeldet: Die immer weiter sinkende Bedeutung der wassergetriebenen Kornmühle ermöglichte es, den Mühlenbetrieb einzustellen und stattdessen mittels einer Turbine an der Mühle elektrischen Strom zu erzeugen. So konnten neben dem Restaurant auch der anschließende Park und der Mühlenteich beleuchtet werden, was weitere Besucher zur Buschmühle führte. 1898 wurde der Saalbau um ein Wirtschaftsgebäude und eine größere Veranda erweitert, in den folgenden Jahren entwickelte sich die Gaststätte „Zur Buschmühle“ über die Stadtgrenzen hinaus zu einem bekannten Ausflugslokal.
Am 31. Juli 1926 kaufte die Stadt Dortmund die Rombergschen Besitzungen und damit auch den Mühlenhof und das Restaurant. Im Jahr 1942 schlug der Dortmunder Architekt Adolf Ott vor, das gesamte Buschmühlen-Gelände umzubauen und mit der alten Mühle als Mittelpunkt eine „schlicht-schöne und zeitgemäße Erholungsstätte“ zu schaffen, was wegen der Kriegsereignisse jedoch nicht mehr verwirklicht werden konnte. Bei Luftangriffen auf die Stadt Dortmund in der Nacht zum 23. Mai 1944 wurden die Gebäude des Gutshofs und des Restaurants zerstört.

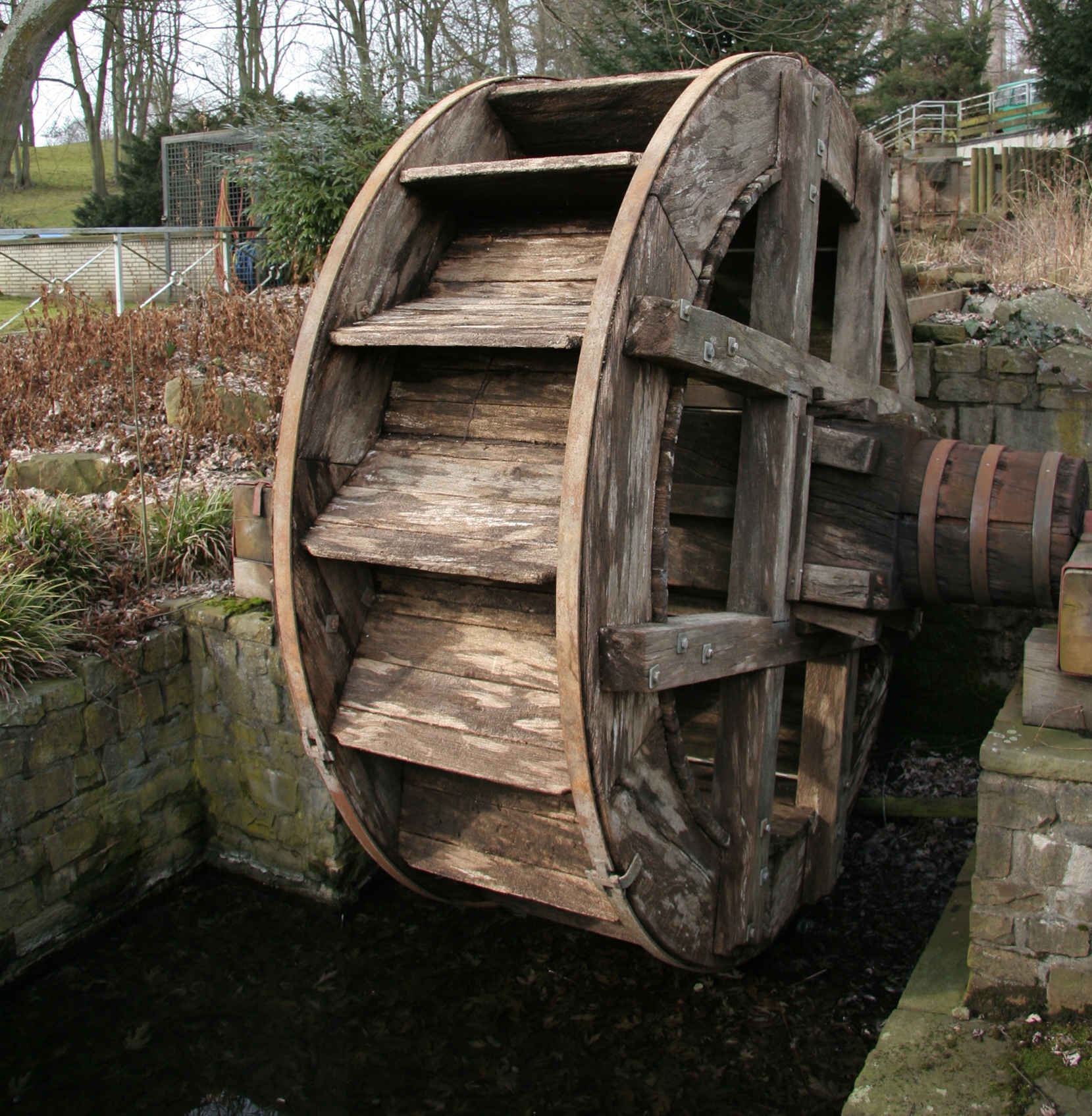
Mühlrad neben der Restauration "Zur Buschmühle" im Westfalenpark

Der Flurname blieb trotz der Zerstörung bestehen und findet sich heute beispielsweise im Straßennamen „An der Buschmühle“. Auf dem Gelände des ehemaligen Gutshofs wurde nach dem Zweiten Weltkrieg eine Kleingartenanlage aufgebaut, der Buschmühlenteich wurde 1959 mit einem neu errichteten Restaurantgebäude Teil des Westfalenparks, der auch das Gelände des Buschmühlenparks nutzt. Als Erinnerung an die namensgebende Mühle wurde neben dem Restaurant ein Mühlrad aufgebaut.